# Peter Sauber
Peter Sauber (Zurigo, 13 ottobre 1943) è un imprenditore svizzero.

## Carriera
È fondatore dell'omonima scuderia. Costruì la sua prima vettura, la Sauber C1 spinta da un motore Ford da 1 litro, nel 1970 e la pilotò nelle cronoscalate del campionato nazionale svizzero, ma le prime affermazioni di un certo rilievo si ebbero con la Sauber C5. Tale vettura, spinta da un motore BMW 2 litri, vinse il Campionato Interserie del 1976 e fu schierata alla 24 Ore di Le Mans del 1977 e 1978. Nel 1979 allestì le Lola di Formula 2 vincendo il campionato, mentre nel 1979 e 1980 preparò le BMW M1.
Sponsorizzato dalla BASF, nel 1982 cominciò con la Sauber SHS C6 la lunga militanza del suo team nel Campionato Mondiale Sportprototipi, dove nel 1985 si affiliò alla Mercedes e con essa conquisterà nel 1989 e 1990 sia il mondiale Endurance che la 24 Ore di Le Mans.
Lasciati gli sportprototipi, nel 1991 progettò di far entrare la sua scuderia in Formula 1. Chiamò quindi, nell'estate dello stesso anno Harvey Postlethwaite per la progettazione delle vetture. Intanto la Mercedes si stava interessando alla faccenda. Nel 1993 le Sauber debuttarono con il motore Ilmor, e l'anno successivo, fu la Mercedes a fornire in prima persona i motori alla scuderia svizzera. Peter Sauber ha il merito di aver lanciato molti giovani piloti, tra i quali Heinz-Harald Frentzen, Nick Heidfeld, Robert Kubica, Felipe Massa e il campione del mondo 2007 Kimi Räikkönen. Nel 2006 vende il team alla BMW, restando però azionista di minoranza della nuova BMW Sauber (20%).

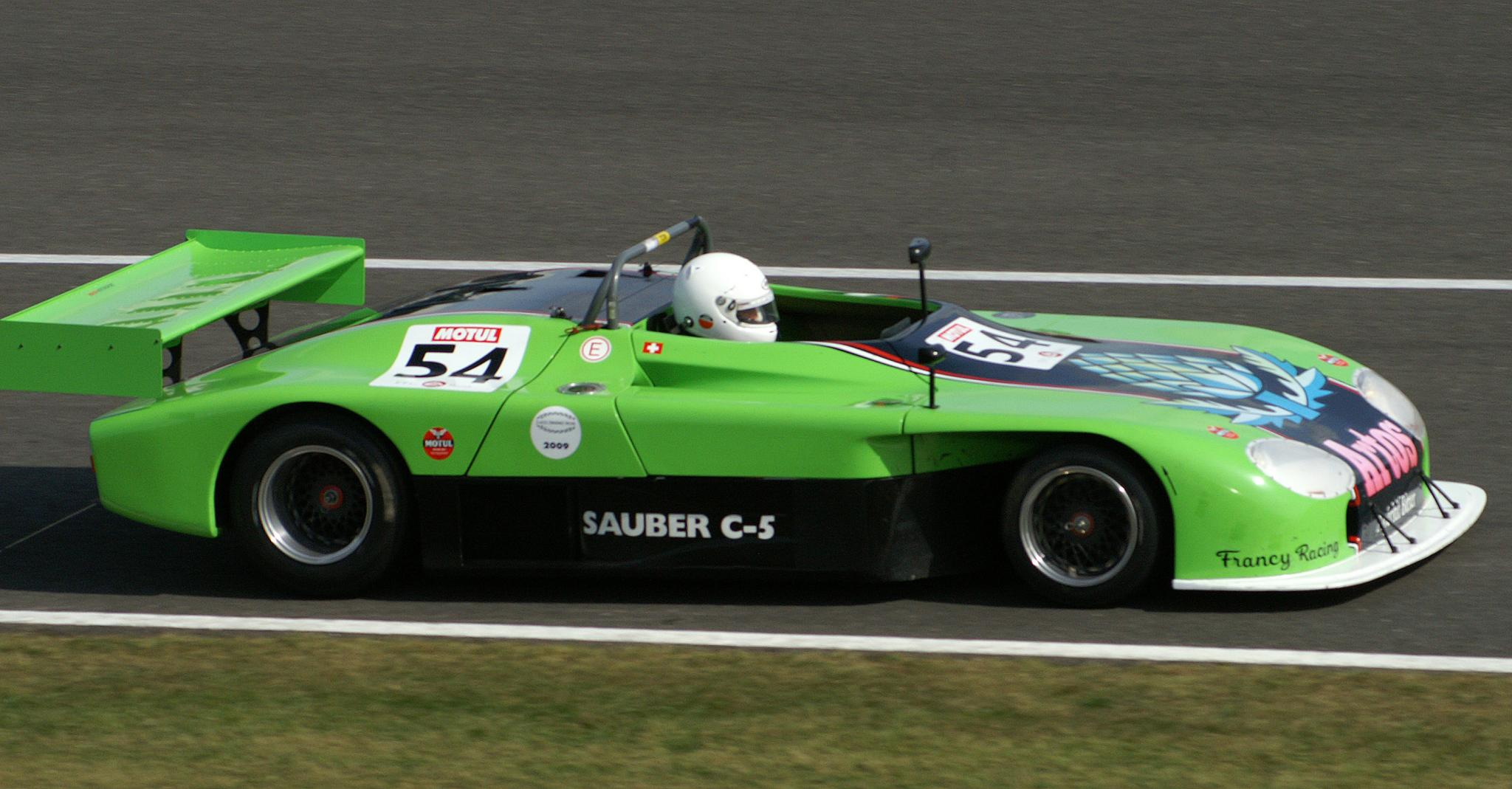
La Sauber C5 del 1976

A fine 2009 rientra in possesso del team da lui fondato a seguito del disimpegno della BMW dalla Formula 1. La casa tedesca aveva avviato dei contatti con il fondo d'investimento Qadbak quale possibile acquirente, ma a causa delle difficoltà sorte durante la trattativa, la BMW il 27 novembre 2009 ri-cede la scuderia a Peter Sauber, accordo però vincolato all'ammissione della scuderia al mondiale 2010. Il team Sauber Motorsport viene iscritto al Campionato mondiale di Formula 1 2010 col nome temporaneo di BMW Sauber e la trattativa va in porto.
Tra il 2010 e il 2012 Peter Sauber ha via via lasciato i suoi incarichi operativi all'interno del team a Monisha Kaltenborn, rimanendo però presidente del consiglio direttivo. 
Il 20 luglio 2016 Sauber vendette il team, in difficoltà economiche e sommerso dai debiti, al consorzio svizzero Longbow Finance SA. Con questo l'imprenditore svizzero abbandonò, dopo 23 anni, il circus della F1.

## Vita privata
Peter Sauber è sposato con Christiane dal 1965 e vive a Wilen bei Wollerau, nel Canton Svitto. Hanno due figli: Philipp (nato nel 1971) e Alex (nato nel 1973). Il figlio Alex ha iniziato a lavorare per la Sauber nel 2010. La "C" nel nome delle monoposto della Sauber sta per Christiane. Suo fratello Werner Sauber (1947–1975) è stato un regista e membro dell'organizzazione terroristica Movimento 2 giugno.